# 中國—塞拉利昂關係
中國—塞拉利昂关系（英語：China–Sierra Leone relations），是指歷史上的中國和塞拉利昂、以至現在中華人民共和國與塞拉利昂共和國之間的雙邊關係。

## 歷史
不少西非國家曾考虑從中国输入勞動力，塞拉利昂也曾输入少量華工:416；由於缺乏相關數據，塞拉利昂華工的具体数量仍然是未知之數，學者則估计當地曾經有500名華工:120。
塞拉利昂曾是外國殖民地，其後在1961年4月独立為國；及後，中華人民共和國時任总理周恩来和外交部部長陈毅分别致电祝贺:207。但是，塞拉利昂在1964年3月和當時已退到台灣的中華民國建立外交關係，成為首個新近獨立、並與中華民國建交的非洲英語國家。後來，中華人民共和國與塞拉利昂簽訂協議，答允向後者提供經濟援助；1971年4月，塞拉利昂與中華人民共和國建立邦交，並與中華民國斷交，中華民國派遣的農耕隊因而撤出當地:79。

## 經貿關係
- 中國出口到塞拉利昂的商品（2012年）[8]
- 塞拉利昂出口到中國的商品（2012年）[9]

2012年，中國（不包括港澳）出口了1.8億美元到塞拉利昂，主要貨物有機械設備和金屬（及其製品）；塞拉利昂在同年出口了4.08億美元來華（不包括港澳），逾99%的貨物均是鐵礦、鈦礦等礦產品，其中又以鐵礦為多數。
自1985年起，數家中资企业在塞拉利昂成立，這些企业牽涉的領域包括漁業、製造業、餐飲業等；有中國企业在塞拉利昂投资兴建工业园，也有企业在參與開發當地矿場。

## 文化關係
塞拉利昂大学設有一所孔子学院。刘汉德為該学院首任中方院长，雖然曾染上疟疾和伤寒，母亲又在他的任期內去世，但他繼續擔任院长一職；刘汉德设计了兩份分別用於教授汉语和中華文化的教学大纲，又推動這两項课程成為塞拉利昂大学课程体系的一部分，获得「全球孔子学院先进个人」的榮譽稱號。
自2013年起，塞拉利昂大学福拉湾学院附屬中學把汉语納入所有班级的课程。

## 醫療援助
中華人民共和國自1973年起派遣医疗队到塞拉利昂。中国人民解放军設有援助塞拉利昂的医疗队；曾經有解放军医疗队計劃以中医学和西医结合的方式治疗病人，但當地法律严格限制中药，医疗队只好暫停计划，先向塞拉利昂有關當局说明他們的治疗方案。
塞拉利昂受2014年的西非伊波拉病毒疫症波及；中華人民共和國派出大批专家到當地，在該國设立诊疗所和用於測試伊波拉病毒的实验室，又向當地人提供健康教育。

## 外部連結
- 中華人民共和國駐塞利昂共和國大使館官方網站（简体中文）（英文）
  - 中華人民共和國駐塞利昂共和國大使館經濟商務處官方網站（简体中文）